# Șciurivți, Haisîn
Șciurivți (în ucraineană Щурівці) este un sat în comuna Kuzmînți din raionul Haisîn, regiunea Vinnița, Ucraina.

## Demografie
Componența lingvistică a localității Șciurivți
     Ucraineană (96,99%)
     Rusă (2,76%)
Conform recensământului din 2001, majoritatea populației localității Șciurivți era vorbitoare de ucraineană (96,99%), existând în minoritate și vorbitori de rusă (2,76%).